# Blepharicera similans
Blepharicera similans är en tvåvingeart som först beskrevs av Johnannsen 1929.  Blepharicera similans ingår i släktet Blepharicera och familjen Blephariceridae. Inga underarter finns listade i Catalogue of Life.